# Марк Аврелий
Марк Авре́лий Антони́н (лат. Marcus Aurelius Antoninus; при рождении — Марк А́нний Вер, лат. Marcus Annius Verus; 26 апреля 121, Рим — 17 марта 180, Виндобона) — римский император с 161 года из династии Антонинов, философ, представитель позднего стоицизма, последователь Эпиктета. Последний из пяти хороших императоров.

## Происхождение
Марк Аврелий принадлежал к сенаторской семье испанского происхождения. Его прадед по отцу Анний Вер (преномен неизвестен) переехал в Рим из Бетики, получил претуру при императоре Нероне, а при Веспасиане был включён в состав патрициата (73/74 год). Сын Вера, Марк Анний Вер, трижды занимал должность консула (в 97, 121 и 126 годах) и породнился с императорской фамилией. Его жена Рупилия Фаустина (бабушка Марка Аврелия) была единоутробной сестрой жены Адриана Вибии Сабины и приходилась внучатой племянницей Траяну. Дочь Вера и Рупилии, Галерия Фаустина, стала женой Тита Аврелия Фульва Бойония Аррия Антонина, более известного как Антонин Пий, — пасынка Адриана и наследника его власти.
Отцом Марка Аврелия был ещё один Марк Анний Вер (сын Марка Анния-старшего и Рупилии Фаустины), а матерью — Домиция Луцилла, дочь консула 109 года Публия Кальвизия Тулла Рузона.

## Ранние годы

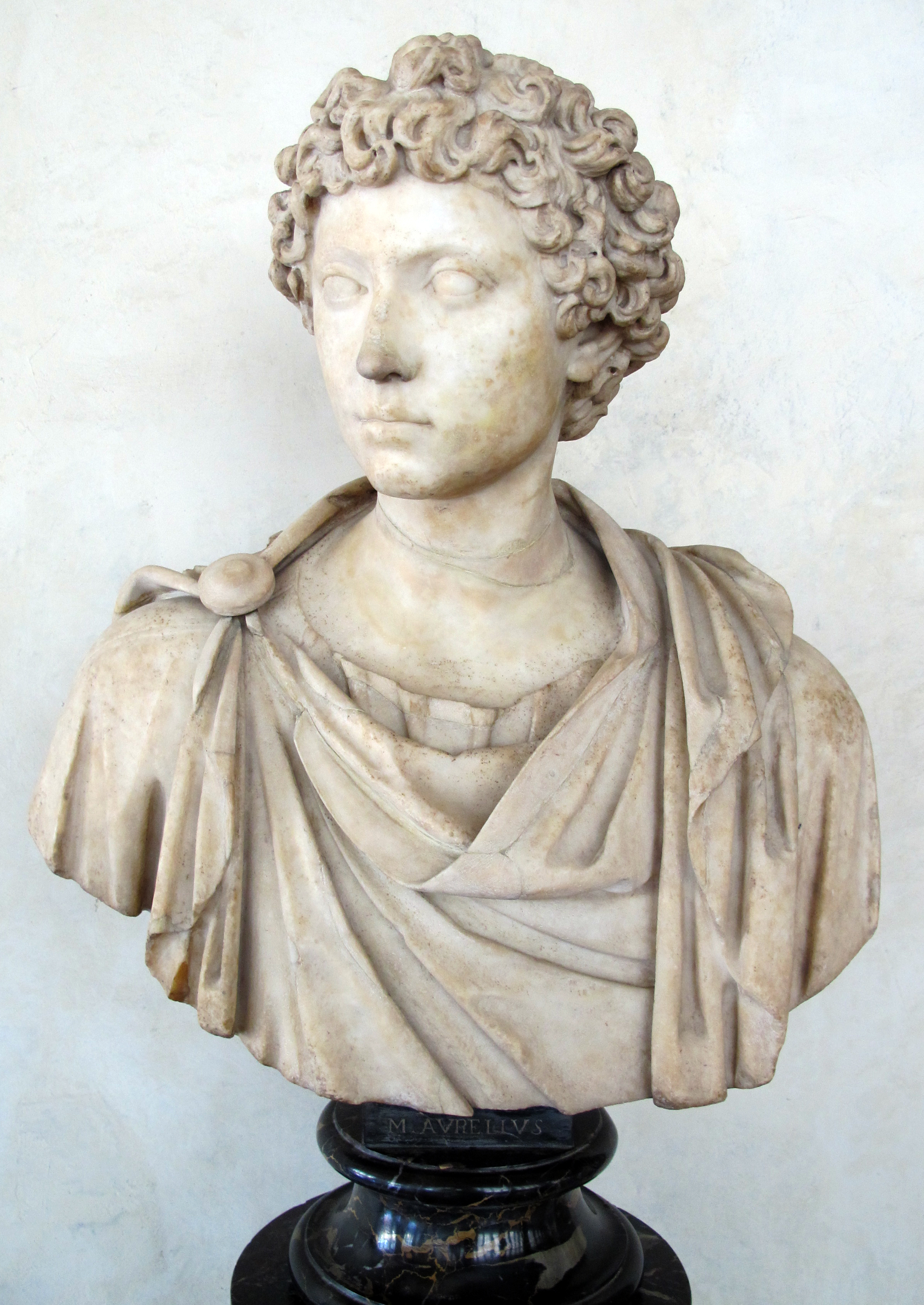
Марк Аврелий в молодости

Марк Анний Вер (позднее после первого усыновления — Марк Анний Катилий Север, а после второго — Марк Элий Аврелий Вер Цезарь), вошедший в историю под именем Марка Аврелия, родился в Риме 26 апреля 121 года. Он был первоначально усыновлён третьим мужем матери императора Адриана Домиции Луциллы Паулины — Публием Катилием Севером (консулом 120 года) и стал именоваться Марком Аннием Катилием Севером. В 139 году после смерти своего приёмного отца он был усыновлён императором Антонином Пием и стал именоваться Марк Элий Аврелий Вер Цезарь.
Марк Аврелий получил прекрасное образование. При жизни императора Адриана Марк Аврелий, несмотря на свой юный возраст, был намечен в квесторы, а через полгода после смерти Адриана вступил в должность квестора (5 декабря 138 года) и начал заниматься административной деятельностью. В том же году он был помолвлен с Аннией Галерией Фаустиной, которая приходилась ему двоюродной сестрой — дочерью императора Антонина Пия, преемника Адриана на престоле. От брака с ней Марк Аврелий имел детей: Аннию Аврелию Галерию Луциллу, Аннию Аврелию Галерию Фаустину, Элия Антонина, Элия Адриана, Домицию Фаустину, Фадиллу, Корнифицию, Коммода (будущего императора), Тита Аврелия Фульвия Антонина, Элия Аврелия, Марка Анния Вера Цезаря, Вибию Аврелию Сабину. Из 12 детей Марка Аврелия 6 умерли в детском возрасте, до взрослых лет дожили только Коммод, Луцилла, Фаустина, Сабина, Фадилла и Корнифиция.
Он был намечен Антонином Пием в консулы на 140 год и объявлен цезарем. В 145 году объявлен консулом вторично, вместе с Пием.
В 25 лет Марк Аврелий начал заниматься философией; главным наставником Марка Аврелия был Квинт Юний Рустик. Имеются сведения и о других философах, вызванных для него в Рим. Руководителем Марка Аврелия в изучении гражданского права был знаменитый юрист Луций Волузий Мециан.
1 января 161 года Марк вступил в своё третье консульство вместе с приёмным братом Луцием Вером. В марте того же года скончался император Антонин Пий и началось совместное правление Марка Аврелия с Луцием Вером, продолжавшееся до смерти Луция в январе 169 года, после чего Марк Аврелий правил единолично (до 177 года).

## Правление

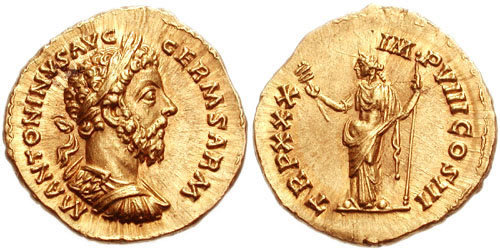
Ауреус Марка Аврелия

Марк Аврелий многому научился у своего приёмного отца Антонина Пия. Подобно ему, Марк Аврелий всячески подчёркивал своё уважение к сенату как учреждению и к сенаторам как членам этого учреждения.
Большое внимание Марк Аврелий уделял судопроизводству. Общее направление его деятельности в области права: «не столько вводил новшества, сколько восстанавливал старинное право». В Афинах он учредил четыре кафедры философии — для каждого из господствовавших в его время философских направлений — академического, перипатетического, стоического, эпикурейского. Профессорам было назначено государственное содержание. Так же как и при его предшественниках, сохранялся институт поддержки детей малообеспеченных родителей и сирот через финансирование так называемых алиментарных учреждений.
Не обладавшему воинственным характером Аврелию приходилось многократно участвовать в военных действиях.

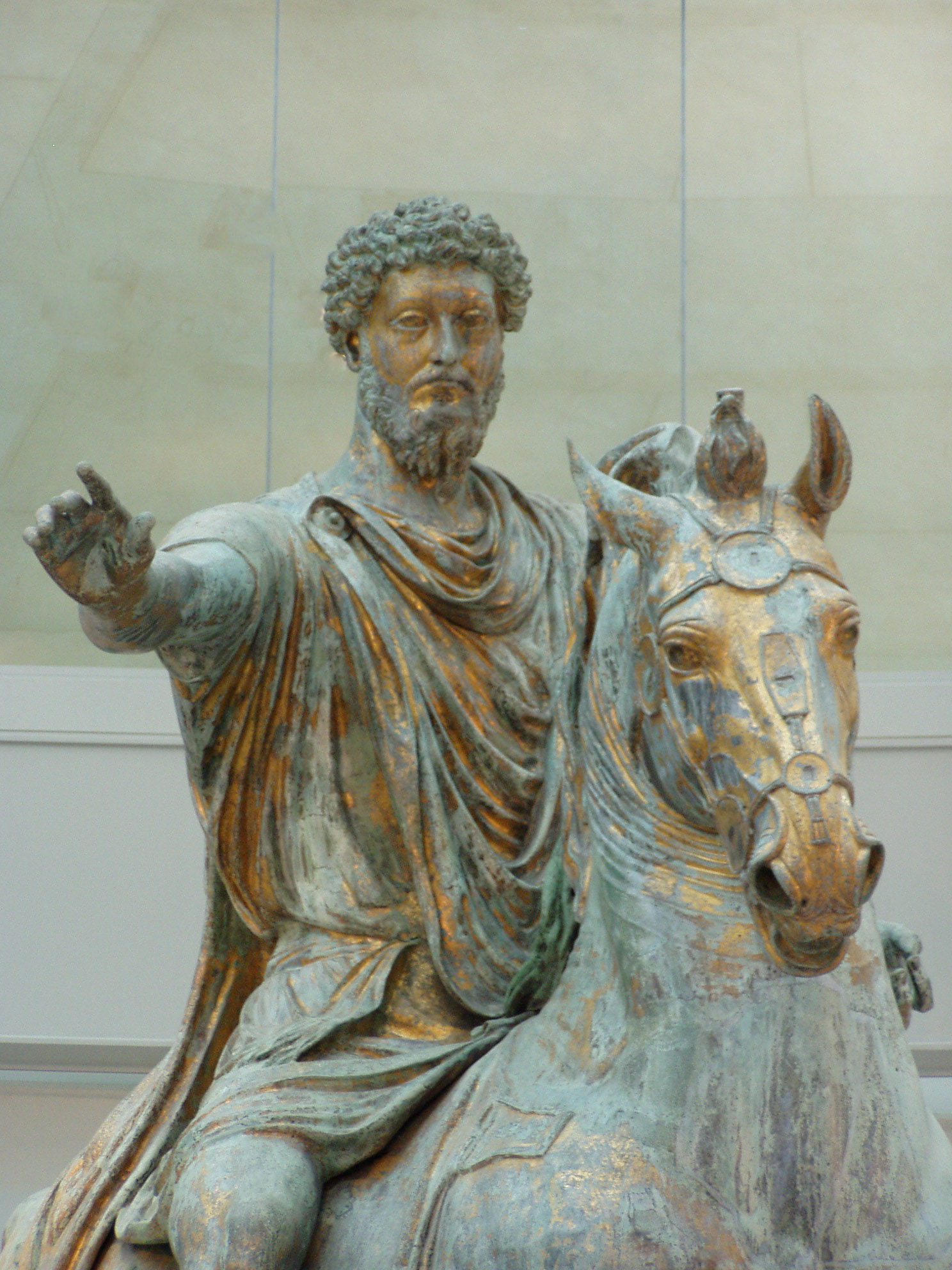
Конная статуя Марка Аврелия (найдена в эпоху Возрождения и воздвигнута на римском Капитолии)

Парфяне вторглись в римские владения сразу же после смерти Антонина Пия и в двух битвах нанесли поражение римлянам. Римская империя заключила мир с Парфией в 166 году, по которому к Империи отходила Северная Месопотамия, а Армения признавалась входящей в сферу римских интересов. В том же году германские племена вторглись в римские владения на Дунае. Маркоманы вторглись в провинции Паннония, Норик, Реция и через альпийские проходы проникли в Северную Италию вплоть до Аквилеи. В Северную Италию и Паннонию были переброшены дополнительные воинские контингенты, в том числе и с восточного фронта. Был произведён набор дополнительных войск, в том числе из среды гладиаторов, рабов. Императоры-соправители выступили в поход против варваров. Ещё не была закончена война с германцами и сарматами, как начались волнения в Северном Египте (172).
В 178 году Марк Аврелий возглавил поход против германцев, и ему удалось добиться больших успехов, но римские войска настигла эпидемия чумы (в действительности это, скорее всего, была оспа). 17 марта 180 года Марк Аврелий скончался от чумы в Виндобоне на Дунае (современная Вена). После смерти Марк Аврелий был официально обожествлён. Время его правления считается в античной исторической традиции золотым веком. Марка Аврелия называют «философом на троне». Он исповедовал принципы стоицизма, и главное в его записках — этическое учение, оценка жизни с философско-нравственной стороны и советы, как к ней относиться.

## Философия

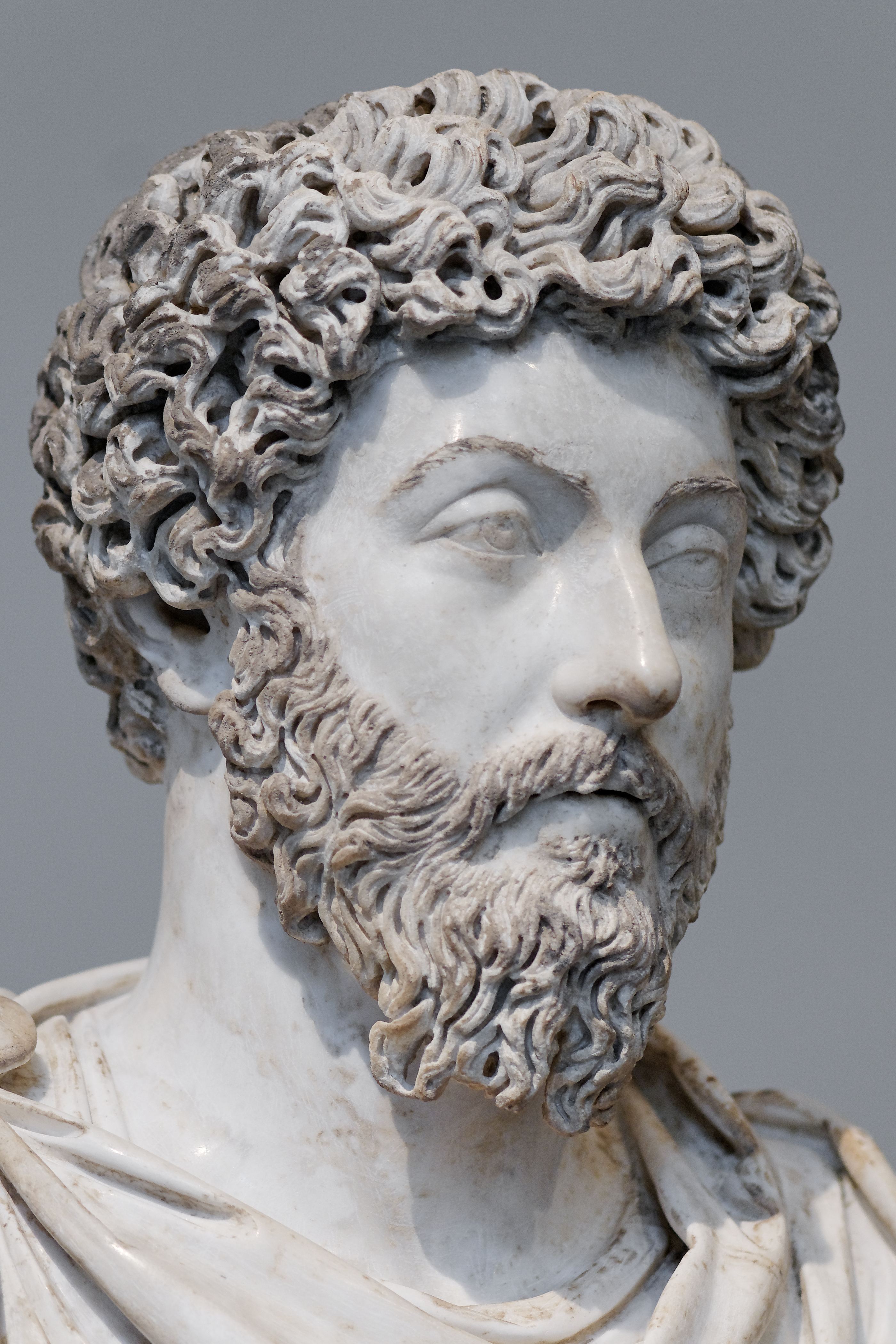
Бюст Марка Аврелия (161-169 гг.)

Марк Аврелий оставил философские записи — 12 написанных на греческом языке «книг» (глав книги), которым обычно приписывают общее название «К самому себе». Среди учителей философии Марка Аврелия были стоики: Юний Рустик, Аполлоний Халкедонский, Максим Клавдий.
Будучи представителем позднего стоицизма, Марк Аврелий наибольшее внимание в своей философии уделяет этике, а остальные разделы философии служат целям пропедевтическим.
Предшествующая традиция стоицизма различала в человеке тело и душу, представляющую собой пневму. Марк Аврелий усматривает в человеке три начала, добавляя к душе (или пневме) и телу (или плоти) ещё интеллект (или разум, или нус). Если прежние стоики считали душу-пневму главенствующим началом, то Марк Аврелий называет ведущим началом разум. Разум-нус представляет неиссякаемый источник импульсов, необходимых для достойной человека жизни. Нужно привести свой разум в согласие с природой целого и достигнуть благодаря этому бесстрастия. В согласии со всеобщим разумом заключено счастье.

## Образ в кино
Образ Марка Аврелия воплощён Алеком Гиннессом в фильме Энтони Манна «Падение Римской Империи» (1964) и Ричардом Харрисом в фильме Ридли Скотта «Гладиатор» (2000).
В 2002 году телекомпания «Альтаир-ТВ» выпустила документальный фильм «Марк Аврелий. Последний триумф императора».

### Тексты и переводы
- Греческий текст (издание 1882 года)
- Английский перевод Дж. Лонга
- В «Loeb classical library» сочинение издано под № 58.
- В серии «Collection Budé» начато издание его сочинения: Marc Auréle. Écrits pour lui-même. Tome I: Introduction générale. Livre I. Texte établi et traduit par P. Hadot, avec la collaboration de C. Luna. 2e tirage 2002. CCXXV, 94 p.

#### Русские переводы
- Житие и дела Марка Аврелия Антонина цесаря римского, а при том собственныя и премудрыя его рассуждения о себе самом. С немецкого перевёл С. Волчков. СПб., 1740. 112, 256 стр.
  - 5-е изд. СПб., 1798.
- Размышления императора Марка Аврелия О том, что важно для самого себя. / Пер. Л. Д. Урусова. Тула, 1882. X, 180 стр.
  - переизд.: М., 1888, 1891, 1895, 108 с.; М., 1902, 95 с. М., 1911, 64 с. М., 1991.
- К самому себе. Размышления. / Пер. П. Н. Краснова. СПб., 1895. 173 стр.
- Наедине с собой. Размышления. / Пер. С. М. Роговина, вступ. очерк С. Котляревского. (Серия «Памятники мировой литературы»). М.: Изд-во Сабашниковых, 1914. LVI, 199 стр.
  - (неоднократно переиздавался с 1991 года)
- Марк Аврелий Антонин. Размышления. / Пер. и прим. А. К. Гаврилова. Статьи А. И. Доватура, А. К. Гаврилова, Я. Унта. Комм. Я. Унта. (Серия «Литературные памятники»). Л.: Наука, 1985. 245 стр. 25000 экз.
  - 2-е изд, испр. и доп. СПб.: Наука, 1993. 248 стр. 30000 экз.
- Марк Аврелий. К себе самому. / Пер. В. Б. Черниговского. М.: Алетейа, Новый Акрополь, 1998. 224 стр.

### Исследования
- Франсуа Фонтен[англ.]. Марк Аврелий / Перевод Н. Зубкова. — М.: Молодая гвардия, 2005. — 336 с. — (Жизнь замечательных людей). — 5000 экз. — ISBN 5-235-02787-6.
- Ренан Э. Марк Аврелий и конец античного мира. СПб., 1906.
- Унт Я. «Размышления» Марк Аврелия как литературный и философский памятник // Марк Аврелий. Размышления. Пер. А. К. Гаврилова. Л., 1985. — С. 93—114.